# Juice Newton
Juice Newton, pseudonimo di Judy Kay Newton (Lakehurst, 18 febbraio 1952), è una cantante statunitense.

## Biografia
Ha avuto molto successo nei primi anni ottanta negli Stati Uniti, soprattutto con gli album Juice e Quiet Lies e con i singoli Hurt, The Sweetest Thing (I've Ever Known) e Break It to Me Gently.

## Discografia parziale

### Album studio
Juice Newton & Silver Spur
- 1975 - Juice Newton & Silver Spur
- 1976 - After the Dust Settles
- 1977 - Come to Me

Juice Newton
- 1978 - Well Kept Secret
- 1979 - Take Heart
- 1981 - Juice
- 1982 - Quiet Lies
- 1983 - Dirty Looks
- 1984 - Can't Wait All Night
- 1985 - Old Flame
- 1987 - Emotion
- 1989 - Ain't Gonna Cry
- 1998 - The Trouble with Angels
- 1999 - American Girl
- 2003 - American Girl, Volume 2
- 2007 - The Gift of Christmas
- 2010 - Duets: Friends and Memories

## Filmografia
- Superboy - serie TV, episodio 3x21 (1991)
- A Place to Grow, regia di Merlin Miller (1995)
- Hit Me, Baby, One More Time - serie TV, episodio 1x05 (2005)